# Agrolândia
Agrolândia este un oraș în Santa Catarina (SC), Brazilia.